# 卡特琳·迈斯纳
卡特琳·迈斯纳（德語：Katrin Meißner，1973年1月17日—），德国女子游泳运动员。她曾代表东德、德国参加1988年和2000年夏季奥林匹克运动会游泳比赛，获得二枚金牌和一枚铜牌。